# Olekminskite
L'olekminskite è un minerale.